# Cantone di Pérez Zeledón
Il cantone di Pérez Zeledón è un cantone della Costa Rica facente parte della provincia di San José.

## Geografia antropica

### Suddivisioni amministrative
Il cantone  è suddiviso in 11 distretti:
- Barú
- Cajón
- Daniel Flores
- General
- Páramo
- Pejibaye
- Platanares
- Río Nuevo
- Rivas
- San Isidro de El General
- San Pedro